# Рамбледетампс
Рамблдетампс (англ. Rumbledethumps) — овощная запеканка, традиционное блюдо шотландского региона Скоттиш-Бордерс. Основными ингредиентами являются картофель, капуста и лук. Подобно ирландскому колканнону и английскому жаркому из капусты и картофеля, оно подаётся как гарнир, либо как основное блюдо.
Предполагается, что название блюда произошло от звука, который издают картофель и капуста, когда их мешают в большой кастрюле деревянной ложкой.
Аналог рамблдетампса из Абердиншира называется кайлкенни.

## Приготовление
Лук и капусту нарезают и недолго обжаривают на сливочном масле, пока лук не станет полупрозрачным, а капуста — мягкой. Затем добавляют пюре с маслом, солью и перцем и все хорошо перемешивают. Иногда используют брокколи, морковь, дижонскую горчицу. Затем эту смесь выливают в жаропрочную форму для запекания, по желанию посыпают чеддером или аналогичным сыром и запекают до тех пор, пока поверхность не станет золотисто-коричневой.
Также для приготовления можно использовать остатки жареного воскресного блюда.

## См.также
- Колканнон
- Жаркое из капусты и картофеля
- Стамппот